# Мілдред Гарріс
Мілдред Гарріс (англ. Mildred Harris; 29 листопада 1901 — 20 липня 1944) — американська акторка німого кіно. 

## Біографія
Народилася у Шайенні, штат Вайомінг, 29 листопада 1901 року. У кіно дебютувала в 1912 році, ще дитиною. В наступні роки була досить затребувана в кіно, залишаючись однією з найпопулярніших дітей-акторів 1910-х. У 15 років з'явилася в епічній драмі Девіда Гріффіта «Нетерпимість», де зіграла одну з дівчат в вавилонському гаремі.
У жовтні 1918 року 16-літня Гарріс вступила в шлюб з 29-літнім Чарлі Чапліном, багато в чому через її заяву про вагітність, яка виявилася помилковою. Цей шлюб став досить скандальним через неповноліття нареченої та різницю в віці. В 1919 році народила сина, який помер через три дні. Шлюб тривав до 1921 року і закінчився розлученням. У судових розглядах вони численно звинувачували одне одного — Гарріс називала Чапліна сексуальним садистом, Чаплін приписував Гарріс лесбійський зв'язок з акторкою Аллою Назімовою. Під час процесу адвокати Гарріс намагалися конфіскувати на її користь недавно відзнятий Чапліном фільм «Малюк», від чого він ховався і закінчував фільм у готельному номері в Солт-Лейк-Сіті.
Після розлучення кінопродюсер Луїс Маєр запросив акторку в серію своїх фільмів, де вона з'явилася під ім'ям Мілдред Гарріс-Чаплін. Через те, що Маєр додав Гарріс прізвище колишнього, у нього з Чапліним сталася серйозна сварка, яка завершилася бійкою.
Також широко висвітлювалася короткий зв'язок акторки з принцом Уельським, після коронованим як Едуард VIII.
Вся ця гласність і скандали принесли Гарріс популярність та посприяли її кінокар'єрі. В кінці 1920-х вона багато знімалася в німих фільмах з такими зірками, як Клара Боу і Дуглас Фербенкс. Проте поява звукового кіно створила велику проблему для продовження її кар'єри. Колись популярна, Гарріс в одну мить злетіла на другорядні ролі і за наступні роки з'явилася всього в кількох фільмах. Проте вона не завершила свою кар'єру, а перемістилася в водевілі і шоу-бурлески.
Гарріс ще двічі одружувалась, мала дитину.
20 липня 1944 року Мілдред Гарріс несподівано померла від пневмонії у віці 42 років. Похована на кладовищі «Hollywood Forever» у Голлівуді. 
За внесок у кіноіндустрію вона удостоєна зірки на Голлівудській алеї слави.
У 1992 році в біографічному фільмі «Чаплін» роль Мілдред Гарріс виконала Мілла Йовович.